# أوليفر بيترسن
أوليفر بيترسن (بالنرويجية البوكمول: Oliver Petersen)‏ هو لاعب كرة قدم نرويجي في مركز حراسة المرمى، ولد في 26 سبتمبر 2001.

## وصلات خارجية
- أوليفر بيترسن على موقع الاتحاد الأوربي (الإنجليزية)
- أوليفر بيترسن على موقع اتحاد النرويج (النرويجية)
- أوليفر بيترسن على موقع قاعدة بيانات كرة القدم.إي يو (الإنجليزية)
- أوليفر بيترسن على موقع Soccerway.com (الإنجليزية)